# دایمسان
دایمسان (به لاتین: Daeamsan) یک کوه در کره جنوبی است که در کره جنوبی واقع شده‌است. دایمسان ۱٬۳۰۴ متر بالاتر از سطح دریا واقع شده‌است.